# Victor Malm
Victor Seved Lino Malm, född 19 juli 1990 i Kristianstad, är en svensk litteraturvetare och litteraturkritiker. Han är sedan 2022 kulturchef på Expressen.
Malm disputerade 2019 i litteraturvetenskap vid Lunds universitet på avhandlingen Är det detta som kallas postmodernism? En studie i Katarina Frostensons och Stig Larssons diktning. Han skrev förordet till den svenska översättningen av Leonard Michaels Mansklubben (2021) och har exempelvis översatt Dikter 2014 (Modernista, 2016) av Theis Ørntoft (1984) från danska till svenska.
Han var från 2013 verksam som frilanskritiker i Sydsvenskan och Expressen och hade tidigare skrivit i Kristianstadsbladet, Skånska Dagbladet och Dagens Nyheter. Han blev 2019 kulturredaktör på Expressen. Den 1 juni 2022 efterträdde han Karin Olsson som tidningens kulturchef.